# Organopoda orbata
Organopoda orbata är en fjärilsart som beskrevs av W. Warren 1907. Organopoda orbata ingår i släktet Organopoda och familjen mätare. Inga underarter finns listade i Catalogue of Life.